# Anne-Marie Padurariu
Anne-Marie Padurariu, detta Ana (Bracebridge, 1º agosto 2002), è una ginnasta canadese, di origini romene, vicecampionessa mondiale alla trave nel 2018.

## Carriera junior
Padurariu è stata nel 2016 campionessa individuale e campionessa alle parallele asimmetriche e alla trave ai campionati canadesi juniores. Poi ha partecipato ai campionati panamericani di categoria conquistando complessivamente cinque ori nei concorsi individuale e a squadre, alle parallele asimmetriche, alla trave e al corpo libero. L'anno successivo si è confermata al vertice della ginnastica artistica canadese juniores, confermandosi campionessa individuale e ottenendo pure il titolo in tutti gli attrezzi ai campionati nazionali.

## Carriera senior

### 2018
Nel 2018 inizia a competere a livello senior. Disputa i campionati panamericani giungendo al quarto posto con il Canada nel concorso a squadre e classificandosi quarta alla trave. Insieme ad Elsabeth Black, Brooklyn Moors, Shallon Olsen, e Sophie Marois, viene convocata ai Mondiali di Doha 2018, contribuendo al quarto posto ottenuto dal Canada nel concorso a squadre. Padurariu accede inoltre alla finale della trave, concludendo in seconda posizione, con 14.100 punti, dietro la cinese Liu Tingting (14.533 punti) e precedendo la pluricampionessa statunitense Simone Biles (13.600 punti). È stata la seconda ginnasta canadese ad avere vinto una medaglia alla trave nella storia dei campionati mondiali.

### 2019
Un infortunio le impedisce di partecipare ai Giochi panamericani di Lima 2019.
Reduce dall'infortunio, ai Mondiali di Stoccarda 2019 gareggia solamente alle parallele asimmetriche e alla trave, qualificandosi alla finale di quest'ultimo attrezzo e terminando all'ottavo posto dopo due cadute.